# PZL-Świdnik

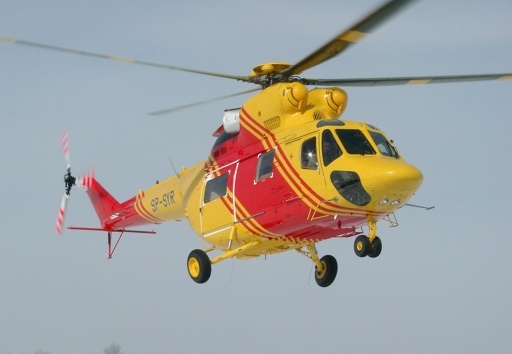
Jedním z vyráběných strojů je také vrtulník PZL W-3 Sokół

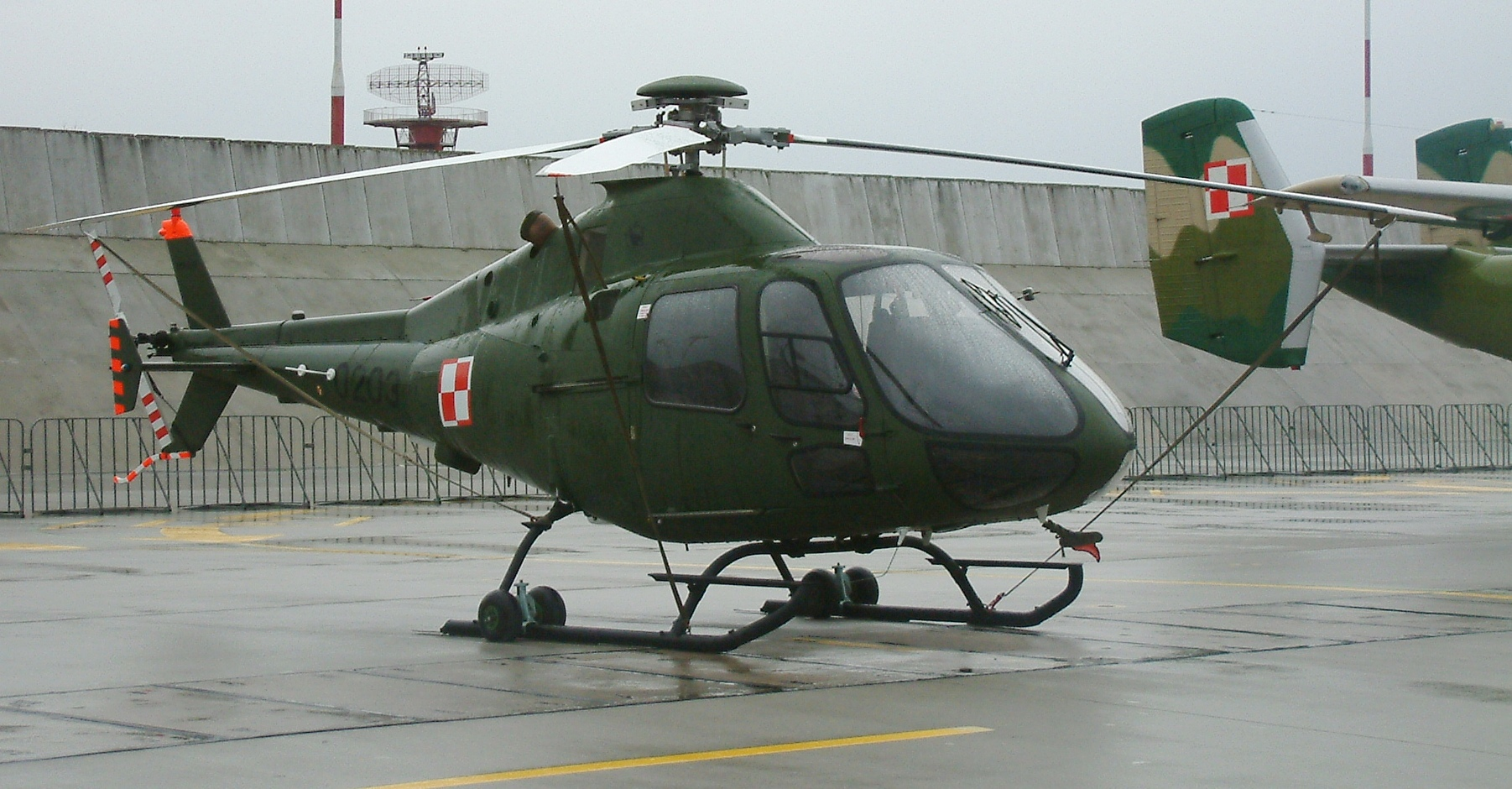
PZL SW-4 Puszczyk

PZL-Świdnik S.A (polsky Wytwórnia Sprzętu Komunikacyjnego PZL-Świdnik S.A., dříve označovaný také jako WSK PZL Świdnik nebo WSK Świdnik) je největší polský výrobce vrtulníků. Od roku 2010 je součástí nadnárodní skupiny AgustaWestland. Mezi vyráběné vrtulníky v současnosti patří stroje PZL W-3 Sokół a PZL SW-4 Puszczyk.

## Historie
V roce 1951 vznikl třetí letecký výrobní závod v polském Świdniku pod názvem WSK Świdnik (zkratkou WSK je označován název Wytwórnia Sprzętu Komunikacyjnego, závod pro výrobu komunikačního vybavení). V roce 1957 došlo ke změně názvu, nově se závod jmenoval WSK PZL Świdnik (označení PZL bylo převzato od původního leteckého předválečného závodu Panstowe Zakłady Lotnicze, Státní letecké závody). V průběhu 50. a 60. let se v polském závodě montovaly ruské, licenčně vyráběné, vrtulníky Mil Mi-1 pod označením PZL SM-1 a závod WSK PZL Świdnik se stal jedním z největších výrobců vrtulníků na světě. Od roku 1966 se v závodě vyráběly úspěšné ruské vrtulníky Mil Mi-2. Vrtulník Mi-2 se stal jediným ruským vrtulníkem, který byl vyráběn výhradně v Polsku, tedy mimo Sovětský svaz. V 80. letech se zde začaly stavět těžší vrtulníky PZL W-3 Sokół a později také vrtulníky PZL SW-4 Puszczyk. V průběhu 80. a 90. let vzniklo v závodě také několik kusů stroje PZL Kania, který byl postaven na základě vrtulníku Mi-2. Závod vyráběl krátkou dobu také kluzáky PW-5 a PW-6. V roce 2010 došlo ke sloučení závodu s britsko-italskou nadnárodní společností AgustaWestland. Kromě vrtulníků PZL se v továrně vyrábějí také trupy italských vrtulníků AgustaWestland AW109. V letech 1954–1980 se v závodě vyráběly také motocykly WSK M06.

## Vyráběné vrtulníky
Následující seznam zahrnuje v minulosti nebo v současnosti vyráběné vrtulníky.
- PZL Kania – vyráběn v letech 1986–2006
- PZL W-3 Sokół – vyráběn od roku 1985
- PZL SW-4 Puszczyk – vyráběn od roku 2006
- PZL SM-4 Łątka – jeden prototyp vyroben v 60. letech
- PZL SM-2 – vyráběn v letech 1960–1963